# 91 г. пр.н.е.
91 (деветдесет и първа) година преди новата ера (пр.н.е.) е година от доюлианския (Помпилийски) римски календар.

## Събития

### В Римската република
- Консули са Луций Марций Филип и Секст Юлий Цезар.
- Активна законодателна дейност на народния трибун Марк Ливий Друз. Сред най-важните му предложения са извършването на аграрна реформа, съдебна реформа изискваща сенаторите отново да си върнат контрола над съдилищата за сметка на конниците, реформа на самия Сенат и увеличаването му с 300 конници, даване на граждански права на съюзното италийско население на Рим. Дейността му среща сериозна съпротива и към средата на октомври Друз е убит.[1]
- Убийството на Друз става решаващ фактор за началото на Съюзническата война.[2]

### В Китай
- Китайският историк Сима Циен завършва произведението си „Записки на великия историк“.

## Родени
- Сюан, китайски император (умрял 49 г. пр.н.е.)

## Починали
- Марк Ливий Друз, римски политик (роден 124 г. пр.н.е.)
- Луций Лициний Крас, римски политик и оратор (роден преди 140 г. пр.н.е.)
- Семпроний Аселион, римски историк (роден 158 г. пр.н.е.)
- Квинт Цецилий Метел Нумидийски, римски политик и военачалник